# SAD69
O South American Datum (SAD) é o sistema de referência geodésico regional para a América do Sul e define um formato para a terra para uso na geodésia e em navegação. Sua orientação é topocêntrica, ou seja, o ponto de origem e orientação está na superfície terrestre. Em 2000 foi substituído no Brasil pelo SIRGAS 2000, sendo oficializado através de portaria do IBGE em 2005.